# ジャン・ボデル

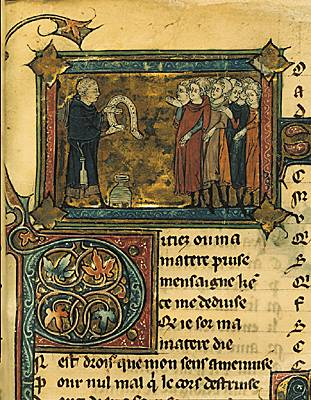

ジャン・ボデル（Je[h]an Bodel）は12世紀のフランスの詩人。中世の叙事詩の一種シャンソン・ド・ジェストを数多く創った。アラスに住んだ。
『セーヌの歌 Chanson des Saisnes』においてカール大帝とサクソン人の戦いを詠った。神秘劇『聖ニコラ劇 Jeu de Saint Nicholas』においては、聖ニコラスが泥棒を回心させ、盗んだ宝物を返させるという逸話を書いている。
ボデルは、騎士道文学を3つの種類に分類した最初の人物として記録されている。その3種とは、古典古代に関する「ローマもの」、アーサー王伝説に関する「ブルターニュもの」（ブルターニュもの）、シャルルマーニュとその十二勇士に関する「フランスもの」のことである。
1202年にハンセン氏病に罹患し、療養所に隔離された。